# 火柴

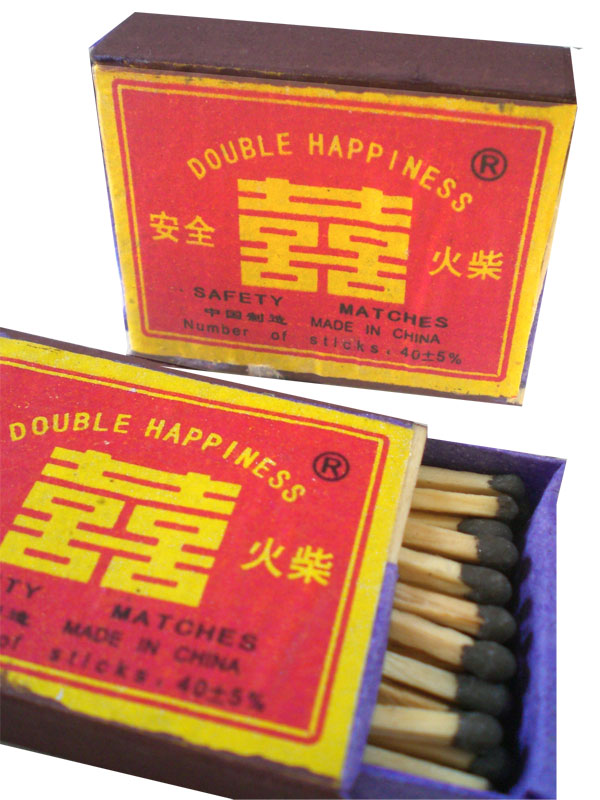
双喜牌火柴

火柴，又稱自來火、洋火棍或番仔火，是取火工具，利用某些物质的剧烈氧化还原反应，产生高温而发火燃烧。火柴由火柴头（发火或引火介质）和火柴梗（燃烧介质）兩部分组成，配合磷皮（发火介质）摩擦点火。 现代火柴的火柴头主要包含氯酸钾和硫磺，磷皮则使用了红磷，辅料包括石蜡、二氧化锰、粘合剂、玻璃粉、炭黑和微量的氧化铁、稳定剂，部分火柴还加有硫化锑、磷酸二氢铵和淀粉。工廠生產的火柴會裝在火柴盒中販售，火柴盒的外側通常會有一面是磷，用以摩擦火柴。

## 历史

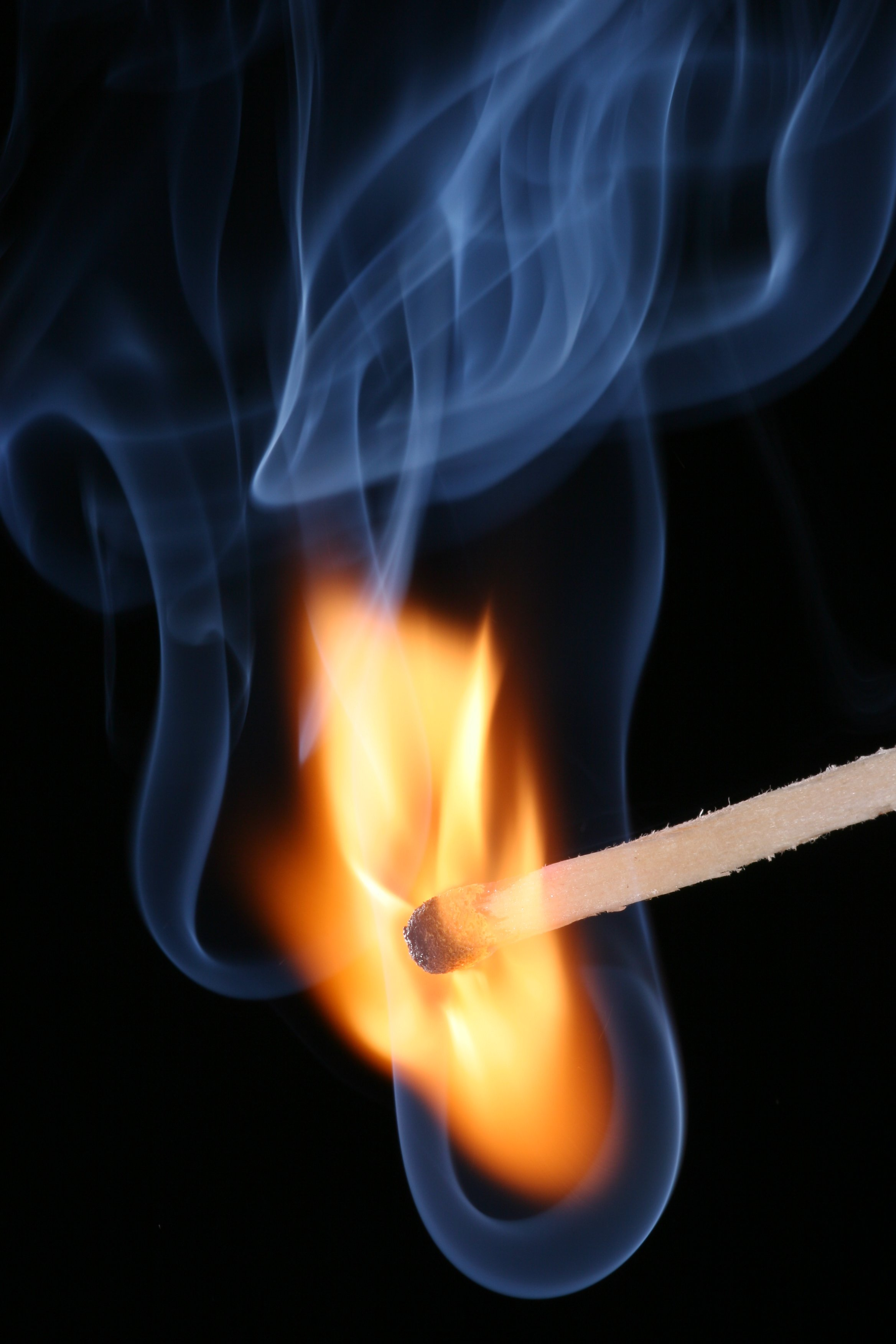
點燃時

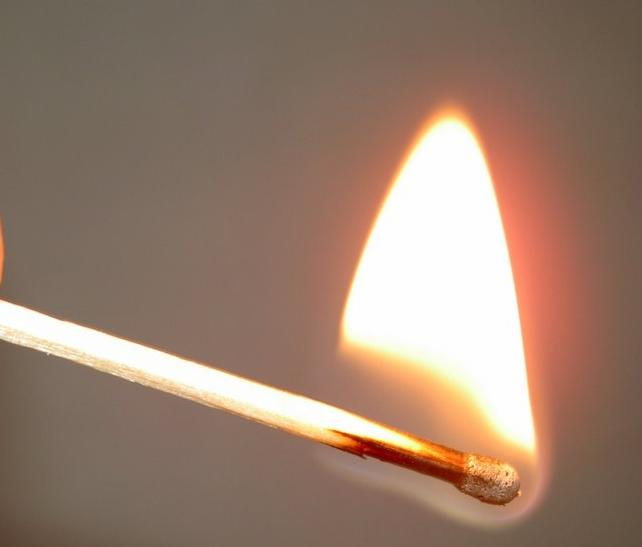
燃燒時

中国很早就出现了可用于引火的火柴。南北朝时期，将硫磺沾在小木棒上，借助于火种或火刀火石，能很方便地把阴火引发为阳火。这可视为最原始的火柴。陶宗仪《輟耕錄》載：“杭人削松木為小片，其薄如紙，鎔磺塗木片頂分許，名曰發燭，又曰焠兒。蓋以發火及代燭也”。950年前后，陶穀在《清异录》一书中提到，夜里有急事而又要花不少时间做灯。有一位聪明人用松木条浸染硫磺，贮存起来备用。与火一接触，就会燃烧起来。可得小火焰如同谷穗。这种神奇之物，当时称为引光奴。后来成为商品时，便更名为火寸条。
通过摩擦而点火的火柴出现于近代的欧洲。发明火柴前，人们通常使用末端涂有诸如硫磺等易燃物的特制木片，将火焰从一燃烧源传到另一燃烧源。由于对化学的兴趣日益浓厚，人们开始做实验，想从这木片上直接点火。1805年，让·尚塞尔在巴黎发现，将末端蘸有氯酸钾、糖和树胶的木片浸入硫酸中便可点燃。后来这方法不断改进，1816年，法國巴黎的弗朗索瓦·德鲁森製成了黃磷火柴，他使用末端涂硫磺的火柴在内壁涂磷的管子内刮擦点燃。但限于技术而性能不佳。最后伦敦人S.琼斯于1828年制成普罗米修斯火柴，并获得专利。普罗米修斯火柴是一个含酸的小玻璃泡，外面涂裹引火物。用一把小钳子或甚至用牙齿将玻璃泡弄碎后，外面裹的纸张即起火燃烧。其他既不方便又不安全的早期火柴都是使用含磷或其他物质的玻璃瓶。这些早期的火柴极难点燃，常常迸发成一片火星。气味还特别难闻。琼斯的火柴盒上印的警告“肺部孱弱者切勿使用本品”似乎是很有根据的。
1825—1835年间的经济情况似乎有利于将火柴生产企业化，尽管首批厂商使用的是无磷配方，即主要基于氯酸钾混合物的配方。摩擦火柴是由英国化学家和药剂师约翰·沃克（John Walker）发明的。1826年，约翰·沃克用氯酸钾和硫化锑制成了第一款实用的火柴。在1827年4月7日他的分类帐上记载着这种火柴的第一笔销售额。沃克的摩擦火柴头上涂有氯酸钾-硫化锑的混合糊剂，在折叠的砂纸间刮擦点燃。但他从未申请专利。几年后，英國倫敦的S.瓊斯得到改进了的火柴设计，接著巴黎人G. E.梅凱爾和奧地利人J.西格爾等人發明了無磷火柴。当时，欧洲已经建立起可观的摩擦火柴制造业。為了增加火柴的穩定性和易燃性，法國人C.索利亞利在配方中加进用白磷，於1831年革新了火柴配方的設計，此项革新很快被广泛效仿。1835年，匈牙利人J.艾里尼用氧化铅取代氯酸钾，获得微声、平滑、易燃的火柴。1845年，奥地利化學家A.施勒特爾发现了白磷转变为红磷的方法，红磷无毒且不易自燃，为古斯塔夫·埃里克·帕施（Gustaf Erik Pasch）和约翰·爱德华·伦德斯特勒姆（Johan Edvard Lundström）发明和推广「安全火柴」奠定了基础。伦德斯特勒姆于1855年获得了安全火柴的专利权。安全火柴用红磷替代白磷，并另置于磷皮上，19世纪50年代由瑞典最先批量生产。虽然安全火柴獲广泛接受，但由于白磷火柴不易变质并能适应不同气候条件，一直还为人们喜爱。19世紀末，發現利用白磷做火柴的工廠工人，易罹患一種磷毒性頜疽症（磷毒性颌骨坏死）的疾病，1864年，法国化学家G.勒穆瓦纳首次制得毒性低得多的三硫化二磷，但直到1898年法国政府火柴专卖公司的E.D.卡昂和H.塞韦纳获得专利，才用于制造火柴。此后几年内，白磷火柴几乎到处成为违法的东西。1898年，法國政府火柴專賣公司提出了三硫化四磷用於万能火柴製作的專利，以代替被视为违法的白磷火柴。
1830年，法国的索利亚（Sauria）和德国的坎默洛（Kammerer）对火柴进行了革新，用黄磷、硫磺和氯酸钾混合原料制成了随后流行的火柴。19世纪中期安全火柴诞生后，火柴上的黄磷渐渐由红磷取代，各国也在不同时期宣布禁止生产和销售黄磷火柴。19世纪后期，开始有火柴流入中国，上海一帶稱為自來火，並且一直沿用至今；北京一带称洋取灯儿。其它地方也有称为洋火、番火等。例如臺灣話今日仍稱番仔火（huan-á-hué）。
火柴的发明曾淘汰了早先的火镰/火石。现代社会，由于技术的发展，很多人使用打火机而不再使用火柴，火柴一般只用在點燃蠟燭（比起打火機，可以遠離火源以免燙傷）。电子打火也使得厨房里不再需要火柴亦可以生火。今日，在超市中更容易买到打火机而不是火柴。

## 文化
- 《安徒生童話》有《賣火柴的小女孩》
- 《台灣霹靂火》劉文聰名言：「我若是不爽，我會送你一桶汽油、一枝番仔火」
- 火柴盒貼畫